# Ossian Skiöld
Ossian Skiöld   (Appuna parish, 22 de juny de 1889 - 22 d'agost de 1961) va ser un atleta suec, especialista en el llançament de martell, que va disputar tres edicions dels Jocs Olímpics durant les dècades de 1920 i 1930. El 1924, als Jocs de París, fou cinquè, el 1928, a Amsterdam, guanyà la medalla de plata, i el 1932, a Los Angeles, fou quart, sempre en la competició del llançament de martell.

## Millors marques
- Llançament de martell. 53,85 m (1927)[1][2]